# Jan II. z Pernštejna
Jan II. z Pernštejna (kolem 1406 – 28. prosince 1475) byl moravský šlechtic, který pocházel z rodu pánů z Pernštejna.
Jeho otcem byl Vilém I. z Pernštejna. Za husitských válek se postavil na stranu kališníků a hrad Pernštejn se stal jejich opevněným sídlem. Po husitských válkách stál na straně Jiřího z Poděbrad a Kunštátu a účastnil se jednání s polským králem kvůli jagellonské kandidatuře na českých trůn. Za česko-uherských válek stál nejprve na straně Jiřího z Poděbrad, ale po jeho smrti roku 1471 ho získal na svou stranu Matyáš Korvín. Později však uznal za českého krále Vladislava Jagellonského. V roce 1473 se Jan stal jedním ze čtyř správců moravského markrabství.
Jan II. z Pernštejna značně rozšířil své rodové panství, jednak koupí, jednak sňatkem s Bohunkou z Lomnice. Mezi jeho nově nabyté majetky patřil Zubštejn, Pyšolec, Křižanov, Bystřice, Skály, Mitrov, a další.
Jan zemřel 28. prosince 1475. Zanechal po sobě syny Zikmunda a Jana, kteří ho přežili jen krátce a byli bezdětní, a syny Viléma a Vratislava.
Je pohřben v rodinné hrobce v Doubravníku.